# Envigado Fútbol Club
Envigado Fútbol Club es un club de fútbol de Colombia, del municipio de Envigado, en el sur del departamento de Antioquia. Fue fundado el 14 de octubre de 1989 y actualmente juega en la Categoría Primera A de Colombia.
El club se caracteriza por tener una cantera de muy elevada calidad, de la cual han salido jugadores como James Rodríguez, Mauricio Molina, Giovanni Moreno, Dorlan Pabón, Víctor Cortés, Edigson Velasquez, Juan Fernando Quintero, Jonathan Estrada, Mateus Uribe, Andrés Tello, Frank Fabra, Duván Vergara, Cristian Arango, Yeison Guzmán, Yaser Asprilla, Jhon Jáder Durán, entre otros.

## Historia
El club nace el 14 de octubre de 1989 en el municipio de Envigado, al sur del área metropolitana de Medellín, sin embargo, su debut en el fútbol profesional se dio en el año 1991 con la creación del Torneo de ascenso. En esa primera temporada, Envigado F. C. superó al Alianza Llanos, Atlético Huila y El Cóndor de Bogotá para lograr el cupo en la Primera División. Por aquel entonces, en el equipo naranja militaban jugadores como Hugo Tuberquia, Sergio Guzmán, Samuel Cárdenas, Édgar Carvajal, entre otros, bajo la dirección técnica de Hugo Castaño.
Envigado FC en 1992 volvió a ser el tercer equipo de Antioquía ya que desde 1949 a 1951 hubo tres equipos Huracán, Independiente Medellín y Atlético Nacional.
En la campaña 2005-I consiguió por tercera vez clasificarse a los cuadrangulares semifinales de la Primera A, las dos veces anteriores fueron en 1994 y 2002-I,también logra buenas campañas en el 2008-I, 2009-I, 2011-I, 2011-II, 2014-I, 2015-I y 2022-I.
Posteriormente, el 12 de noviembre de 2006 en desarrollo del Torneo Finalización, descendió nuevamente a la Primera B, luego de perder con el Cúcuta Deportivo 1-0, concluyendo una participación de 15 años consecutivos en la Primera división. Regresando de esta forma al lugar en el cual se inició al fútbol profesional ya que el equipo no hizo un buen promedio en las temporadas 2004, 2005 y 2006.

### Segundo ascenso
En la Categoría Primera B, terminó en la primera posición en los nonagonales y en los cuadrangulares finales, jugando la final contra Academia Fútbol Club de Bogotá. El partido de ida, en Bogotá, al igual que el de vuelta, en Envigado fue un empate 1:1, pero en lanzamientos de penal, Envigado F.C. ganó 4:3, obteniendo el derecho a jugar la final del torneo en el mes de diciembre.
En la final de la segunda parte del Torneo 2007 de la Categoría Primera B, Envigado volvió a enfrentar a Academia de Bogotá. En ambos partidos el triunfador fue Envigado, ganando 2-1 tanto en el Estadio Polideportivo Sur de Envigado como en el Estadio de Compensar de Bogotá. Al ganar los dos torneos del año 2007, Envigado Fútbol Club obtuvo el derecho de ascender directamente al fútbol profesional colombiano, mientras que Academia cayó en la Serie de Promoción frente al Deportivo Pereira. Cabe destacar en la nómina envigadeña al delantero Giovanni Moreno, al mediocampista James Rodríguez y el entrenador Jesús 'Kiko' Barrios.
En las Temporadas 2008 y 2010 el equipo naranja estuvo cerca en dos ocasiones más de descender a la Categoría Primera B ya que debió jugar la serie de Promoción.
En la Temporada 2008 aunque clasificó a los cuadrangulares en el Torneo Apertura, pero no realizó un buen Torneo Finalización aunque se salvó de descender. Debido a la tabla del descenso debió enfrentar al equipo subcampeón de la Primera B "Deportivo Rionegro" ambos partidos los ganó el de ida 1-0 y el de vuelta 2-1 con resultado final 3-1 a favor de Envigado.
En la Temporada 2010 otra vez debió jugar la Serie de Promoción, ya que en el Torneo Finalización 2009, Torneo Apertura 2010 y Torneo Finalización 2010 no se lograron buenos resultados que afectaron al equipo naranja en la tabla del promedio que lo dejaron en la posición 17 con 123 puntos a cinco del Cortuluá y debió jugar ante el subcampeón de la Primera B "Deportivo Pasto". El partido de ida lo ganó 1-0 y el de vuelta lo ganó 2-0 con resultado final 3-0 a favor del equipo Envigado fc.

### Clasificación a la Copa Sudamericana
Bajo el mando del técnico Pedro Sarmiento, Envigado F.C. logró clasificar a cuartos de final del Torneo Apertura y Torneo Finalización  de la Temporada 2011, en los cuales fue eliminado por La Equidad y Millonarios Fútbol Club, respectivamente. Al término de la temporada logró 64 puntos, ubicándose como uno de los clasificados por Colombia para jugar la Copa Sudamericana 2012, siendo esta la primera participación internacional del equipo naranja en su historia.

### Siguientes temporadas
Después de su paso por la Copa Sudamericana, tuvo que esperar 2 años para nuevamente clasificar a las fases finales del torneo. En el apertura de 2014 nunca estuvo en una situación cómoda, pero la victoria ante Alianza Petrolera en la última fecha concretó la clasificación a los cuartos de final como sextos en el todos contra todos. Fueron eliminados posteriormente por Atlético Nacional en cuartos de final.
En el torneo apertura 2015 conseguiría su mejor participación en la fase del todos contra todos, quedando segundos por detrás de Atlético Huila, destacándose que en aquella campaña el club siempre estuvo entre los primeros 8 en todas las fechas. En cuartos de final sería eliminado por Millonarios
Después de esto, el ingreso del club a la lista Clinton lo afectó considerablemente, no pudiendo clasificar a las fases finales del torneo por 7 años y lo máximo que logró fue quedar en novena posición en los torneos finalización 2016 y finalización 2021.
Para el torneo apertura 2022 lograría entrar nuevamente en los cuadrangulares finales, donde finalizaría último de su grupo.

## Símbolos

### Escudo y bandera
El Envigado Fútbol Club se identifica con los colores naranja y verde, ambos tomados de la bandera del municipio de Envigado. Inicialmente el escudo del equipo tenía un diseño que recordaba al del equipo argentino Racing Club, con líneas verticales y el nombre del club en la parte superior. Este era de color verde con 3 líneas de color naranja, y en un contenedor blanco se posaba el nombre 'Envigado F.C.', en color verde. Arriba de este se posaba una franja horizontal de color naranja.
En el año 2018, fruto del proceso de salir de la infame Lista Clinton, el equipo naranja presentó su nueva imagen. Cambió la forma del escudo, tomando como colores principales el naranja y el blanco, relegando el verde para los detalles. En la parte superior aparece el lema 'Cantera de héroes' y en el medio las iniciales 'EFC', en color verde, de Envigado Fútbol Club. Este nuevo diseño también añade un balón naranja con bordeado blanco bajo las iniciales del equipo.

### Uniforme
- Uniforme titular: Camiseta naranja, pantalón naranja, medias naranjas.
- Uniforme alternativo: Camiseta negra, pantalón negro, medias negras.
- Tercer uniforme: Camiseta gris, pantalón blanco, medias blancas.

### Evolución de uniformes

#### Uniforme local
| 2011 | 2012 | 2013 | 2014 | 2015 | 2016 - 2017 | 2017 | 2018-I |

| 2018-II | 2019 | 2020 - 2021 | 2022 | 2023 | 2024 | 2025 |

#### Uniforme visitante
| 2011 | 2012 | 2013 | 2014 | 2015 | 2016 - 2017 | 2017 | 2018-I |

| 2018-II | 2019 | 2020-2021 | 2022 | 2023 | 2024 | 2025 |

#### Tercer uniforme
| 2016 - 2017 | 2018-I | 2020 - 2021 | 2022 | 2023 | 2024 | 2025 |

### Proveedor y Patrocinadores
| Periodo       | Proveedor |
| ------------- | --------- |
| 1995          | Comba     |
| 2007-2015     | Margo´s   |
| 2016-2018     | Kaxon     |
| 2019 - 2023   | Novo      |
| 2024          | Kappa     |
| 2025 - Actual | Aleta     |

| Empresa              |
| -------------------- |
| Colanta              |
| Gaseosas Pool        |
| Betplay              |
| Inder Envigado       |
| Pedialyte            |
| Offcorss             |
| Sky Motion           |
| Alcaldía de Envigado |
| KOE                  |

## Instalaciones

### Estadio Polideportivo Sur

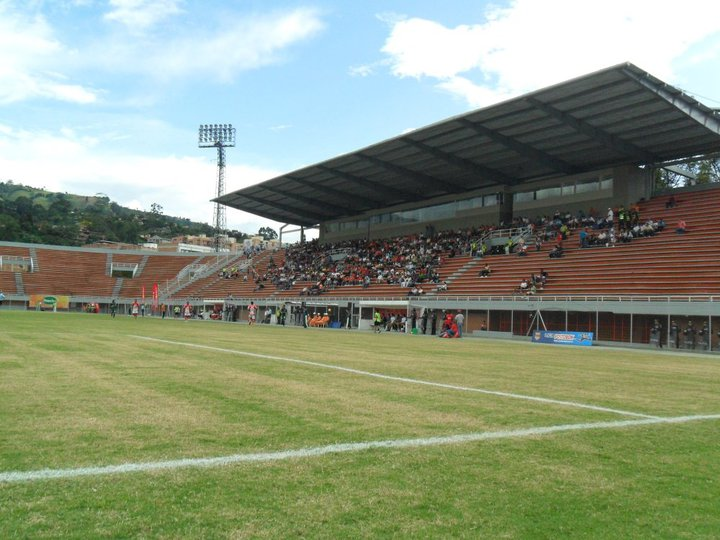

El Estadio Polideportivo Sur inaugurado en 1991, sirve para los partidos de local del Envigado F.C. Tiene aforo para 12 000 espectadores. A pesar de estar ubicado dentro del área metropolitana de Medellín, el estadio presenta generalmente bajas asistencias, por la falta de hinchas que tiene el equipo. Solamente cuando el Envigado FC juega frente al Independiente Medellín o el Atlético Nacional, ambos clubes de la capital antioqueña, se presenta una alta cantidad de espectadores.
Para el Torneo Finalización 2009 el Envigado F.C. jugó como local solo un partido en el Polideportivo Sur, ya que el escenario será sometido a remodelaciones por la realización de los Juegos Suramericanos 2010 en Medellín. Por ello, Envigado fue local en el Estadio Atanasio Girardot.

## Rivalidades

### Clásicos del fútbol Antioqueño
- Envigado Fútbol Club vs. Rionegro Águilas
- Envigado Fútbol Club vs. Atlético Nacional
- Envigado Fútbol Club vs. Independiente Medellín

### Rivalidad con Águilas Doradas
Desde el nacimiento de Corporación Deportiva Itagüí Ditaires en 2008 que adquirió la ficha de Bajo Cauca Fútbol Club en esta temporada comenzó una pequeña rivalidad en el departamento de Antioquia.Debido a que los enfrentamientos de Envigado contra Independiente Medellín y Atlético Nacional no son tan relevantes el surgimiento de la rivalidad contra Águilas Doradas es la más importante de este club. El primer encuentro oficial entre estos clubes se dio el 6 de agosto de 2008 por la Copa Colombia donde Envigado golearía por un aplastante 7-0 a Itagüí Ditaires que jugaba en condición de visitante. No obstante el 25 de marzo del año siguiente en la Copa Colombia 2009 Águilas Doradas como Itagüí Ditaires obtendría su revancha ganándole a los naranjas 2-0. El primer enfrentamiento en la Primera A se dio el 13 de febrero en el Estadio Polideportivo Sur que culminaría con un empate a dos goles. Sin Embargo el primer enfrentamiento directamente entre Envigado y Águilas Doradas como tal se disputó el 7 de marzo de 2015 en la fecha 8 del Torneo Apertura 2015 donde Águilas Doradas caería frente a Envigado esta vez por la mínima diferencia.
Hasta la fecha solo se han disputado 61 partidos oficiales entre estos 2 clubes en el profesionalismo del fútbol en Colombia siendo 44 de ellos válidos por la Primera A y 17 por la Copa Colombia en los 61 encuentros los naranjas han salido victoriosos en 19 partidos oficiales solo uno más que Águilas Doradas y han empatado en 24 ocasiones destacándose un empate a tres goles en el Estadio Polideportivo Sur en el Torneo Finalización 2019.

#### Estadísticas
| Equipo          | PJ | Victorias | Empates | Derrotas |
| --------------- | -- | --------- | ------- | -------- |
| Envigado F.C.   | 61 | 19        | 24      | 18       |
| Águilas Doradas | 61 | 18        | 24      | 19       |

## Datos del club
- Puesto histórico: 15.º
- Temporadas en 1.ª: 46 (1992-2006, 2008-presente).
- Temporadas en 2.ª: 2 (1991 y 2007).
- Mayores goleadas conseguidas:
  - En Primera división:
    - 5-1 al Unión Magdalena el 24 de septiembre de 1992.
    - 6-3 a  Millonarios Fútbol Club el 24 de octubre de 2001.[53]
    - 4-0 al Atlético Nacional el 30 de abril de 2019.[54][55][56][57]
    - 4-0 al Atlético Bucaramanga el 16 de febrero de 2020.[58][59][60]
    - 4-1 al América de Cali,el 3 de marzo de 2019.[61][62][63]
    - 4-1 a Millonarios Fútbol Club, el 12 de febrero de 2005.[64]

  - En Segunda división:
    - 7-0 al Alianza Petrolera el 5 de mayo de 2007.[65]
- Mayores goleadas en contra:
  - En Primera división:
    - 1-7 con  Independiente Medellín el 28 de marzo de 2010.[66][67]
    - 1-7 con Club Independiente Santa Fe el 28 de febrero de 2025.[68]
    - 3-7 con Deportes Tolima el 26 de febrero de 2006.[69][70]
    - 6-0 con Atlético Bucaramanga el 4 de abril de 1999.[71]
    - 5-0 con Deportivo Pasto el 15 de octubre de 2006.[72][73]
    - 1-4 con América de Cali el 5 de noviembre de 2006.[74]
    - 4-1 con Boyacá Chicó el 12 de mayo de 2012.[75][76]
- Mejor puesto en la liga: 2.º (2015-I) y 3.º (2005-I).
- Peor puesto en la liga: 18.º (2006-II y 2010-II).
- Máximo goleador: Néider Morantes 53 goles.
- Más partidos disputados: Édgar "Panzer" Carvajar 370 partidos.
- Récords en la liga:
  - Fue en 1991, el primer equipo ascendido de la segunda división al rentado nacional.
  - Es el equipo colombiano originado en la segunda división más consistente de la liga que nunca se ha coronado campeón ni ha llegado a la final de ninguno de los torneos de primera división que ha disputado.

## Jugadores

### Plantilla 2025-II
- Los equipos colombianos están limitados a tener en la plantilla un máximo de cuatro jugadores extranjeros. La lista incluye sólo la principal nacionalidad o nacionalidad deportiva de cada jugador.
- Para la temporada 2023 la Dimayor autorizó la inscripción de treinta (30) jugadores a los clubes,[77] de los cuales cinco (5) deben ser categoría Sub-23.[78]
- Los jugadores de categoría sub-20 no son tenidos en cuenta en el conteo de los 35 inscritos ante Dimayor.

### Altas y bajas 2025-II
| Bajas           | Bajas          | Bajas             | Bajas    | Bajas  |
| Jugador         | Posición       | Destino           | Tipo     | Fuente |
| --------------- | -------------- | ----------------- | -------- | ------ |
| Daniel Arcila   | Centrocampista | Club León         | Traspaso |        |
| Luis Ángel Díaz | Delantero      | Newell's Old Boys | Traspaso |        |

### Jugadores cedidos
Jugadores que son propiedad del equipo y son prestados para actuar con otro conjunto, algunos con opción de compra.
| Cesiones | Cesiones | Cesiones | Cesiones |
| Jugador  | Posición | Cedido a | Hasta    |
| -------- | -------- | -------- | -------- |

### Jugadores cedidos en el club
Jugadores que son propiedad de otro equipo y están prestados en el club, algunos con opción de compra.
| Cedidos        | Cedidos   | Cedidos           | Cedidos           |
| Jugador        | Posición  | Cedido desde      | Hasta             |
| -------------- | --------- | ----------------- | ----------------- |
| Andrés Córdoba | Delantero | Atlético Nacional | Diciembre de 2021 |
| Michell Ramos  | Delantero | Deportivo Cali    | Junio de 2022     |

### Jugadores en selecciones nacionales
Nota: en negrita jugadores parte de la última convocatoria en sus respectivas selecciones.
| País     | Categoría | Jugador(es)  |
| -------- | --------- | ------------ |
| Colombia | Sub-20    | Andrés Tovar |

## Entrenadores
| Nombre              | Período     |
| ------------------- | ----------- |
| Hugo Castaño        | 1989 - 1991 |
| Luis Augusto García | 1992        |
| Fernando Castro     | 1993 - 1994 |
| Gabriel Jaime Gómez | 1995 - 1997 |
| Norberto Peluffo    | 1997 - 1998 |
| Hugo Castaño        | 1999 - 2001 |
| Carlos Navarrete    | 2002 - 2003 |
| Orlando Restrepo    | 2003        |
| Hugo Castaño        | 2004 - 2005 |
| Orlando Restrepo    | 2005        |
| Hugo Castaño        | 2006        |
| Carlos Navarrete    | 2006        |
| Miguel Cadavid      | 2006        |
| Jesús Barrios       | 2007 - 2008 |
| Óscar Aristizábal   | 2009        |
| Rubén Bedoya        | 2009 - 2010 |
| Pedro Sarmiento     | 2010 - 2013 |

| Nombre              | Período           |
| ------------------- | ----------------- |
| Juan Carlos Sánchez | 2013 - 2016       |
| Ismael Rescalvo     | 2016 - 2017       |
| Rubén Bedoya        | 2017 - 2018       |
| Juan Carlos Ramírez | 2018              |
| Eduardo Lara        | 2018 - 2019       |
| José Arastey        | 2019 - 2021       |
| Andrés Orozco       | 2021              |
| José Alberto Suárez | 2021 - Actualidad |

#### Entrenadores campeones
| #  | Entrenador    | Títulos   | Año  |
| -- | ------------- | --------- | ---- |
| 1. | Hugo Castaño  | Primera B | 1991 |
| 2. | Jesús Barrios | Primera B | 2007 |

## Palmarés

### Torneos nacionales
- Los títulos obtenidos en la segunda categoría no cuentan.

| Competición nacional      | Títulos     | Subtítulos |
| ------------------------- | ----------- | ---------- |
| Categoría Primera A (0/0) |             |            |
| Categoría Primera B (2/0) | 1991 y 2007 |            |
| Copa Colombia (0/0)       |             |            |

### Mejores resultados
- Categoría Primera A Mejor posición (2°)  todos contra todos en el Apertura 2015
- Categoría Primera B  Mejor posición Campeón (2) veces en el 1991 y  2007.

### Torneos nacionales juveniles
- Subcampeón del Torneo Nacional de Reservas (1): 2004.
- Subcampeón del Campeonato Nacional Sub-17 (1): 2010.
- Campeón de la Super Copa Juvenil 2022.
- Siete veces Campeón del Baby Fútbol (antiguo Pony Fútbol)
- Campeón Torneo Nacional Sub-15 año 2022.